# Hrabstwo Sherburne
Hrabstwo Sherburne (ang. Sherburne County) – hrabstwo w stanie Minnesota w Stanach Zjednoczonych. Hrabstwo zajmuje powierzchnię 1168 km². Według szacunków United States Census Bureau w roku 2010 liczyło 88 499 mieszkańców. Siedzibą administracyjną hrabstwa jest Elk River.

## Miasta
- Becker
- Big Lake
- Clear Lake
- Elk River
- St. Cloud
- Zimmerman